# Lernanthropus dussumieria
Lernanthropus dussumieria is een eenoogkreeftjessoort uit de familie van de Lernanthropidae. De wetenschappelijke naam van de soort is voor het eerst geldig gepubliceerd in 1949 door Gnanamuthu.